# Willi Krug
Wilhelm Georg Krug; bekannt als Willi Krug (* 30. September 1894 in Münnerstadt; † 25. Mai 1974 in Karlsruhe) war ein deutscher Elektrotechniker und Hochschullehrer.

## Leben

### Ausbildung
Er studierte am Institut für Elektromaschinenbau und elektrische Anlagen der Technischen Hochschule Dresden und wurde dort 1930 mit der Dissertation Die Verwendung des Kathodenstrahl-Oszillographen zur Aufnahme raschest verlaufender Vorgänge zum Dr.-Ing. promoviert.

### Berufliche Karriere
Zum 1. November 1931 erhielt er eine Anstellung am Institut für Elektrotechnik der Bergakademie Freiberg. Dort habilitierte er sich und wurde daraufhin zum Privatdozenten ernannt. Parallel begann er in Berlin eine Karriere in der freien Wirtschaft bei der Siemens & Halske AG; zu diesem Zweck wurde er letztlich in Freiberg von seinen Lehrverpflichtungen beurlaubt. Aufgrund der damals schlechten Verkehrsanbindung Freibergs sah er – bei erwünschter Beibehaltung seiner Berliner Stelle – kaum eine Möglichkeit zur Wiederaufnahme der Lehrtätigkeit.
Daher traf er sich Mitte September 1938 auf Anregung von Harald Schering mit mehreren Professoren der Technischen Hochschule Hannover und erörterte mit ihnen die Option, dort eine Vorlesung über „Elektronenoptik und ihre Anwendung in Physik und Technik“ zu organisieren. Gleichzeitig stellte er in Hannover einen Antrag auf Umhabilitation. Obwohl sowohl der Rektor Hanns Alexander Simons als auch Dekan der Fakultät für Maschinenwesen Rudolf Hase die Ideen begrüßten, lehnte Albert Vierling als Dozentenbundführer das Ansinnen Anfang November 1938 mutmaßlich aus politischen Gründen ab.
Krug blieb der Siemens & Halske AG über Jahrzehnte verbunden und arbeitete nach dem Ende des Zweiten Weltkrieges ab 1946 in deren Wernerwerk für Messtechnik in Karlsruhe. Zwischen 1954 und 1962 hielt er an der Staatsbauschule Stuttgart Vorlesungen zum Thema „Elektromechanische Messtechnik im Bauwesen“ – zunächst vier Jahre als Lehrbeauftragter und schließlich ab 1958 als Dozent.

## Publikationen (Auswahl)
- Das Verhalten von Stoßschaltungen nach Aufnahmen mit dem Kathodenstrahl-Oszillographen. In: Elektrotechnische Zeitschrift. Jahrgang 50, 1929, Heft 19, Seiten 681–685.
- Neuere Aufnahmen von Funkendurchbrüchen mit dem Kathodenstrahl-Oszillographen. In: Zeitschrift für technische Physik. Band 11, 1930, Seiten 153–157.
- Eine Sprungschaltung für Sperr- und Schaltkreise für Kathodenstrahl-Oszillographen. In: Elektrotechnische Zeitschrift. Band 51, 1930, Seite 605–609.
- Über Schaltanordnungen bei Kathodenstrahl-Oszillographen zur Aufnahme von periodisch und aperiodisch verlaufenden Vorgängen im rechtwinkligen Koordinatensystem. In: Elektrotechnik und Maschinenbau. Band 49, 1931, Seiten 233–239.
- Der magnetische Kreis. Eine Studie über einheitliche Darstellungs- und Berechnungsweise. Ohne Verlag, Erlangen, 1948, 79 Seiten.
- Messen der Augenblickswerte der Induktion und Feldstärke und der Ummagnetisierungsverluste von Elektroblechen. In: Archiv für das Eisenhüttenwesen. Band 23, Hefte 5/6, 1952, Seiten 207–215.
- Neue Meßjoche für die Prüfung magnetischer Eigenschaften von Elektroblechen. In: Archiv für das Eisenhüttenwesen. Band 23, Hefte 11/12, 1952, Seiten 449–457.
- Leitpaket-Streifenjoch und Ganztafel-Meßjoch zur Ermittlung der magnetischen Kenngrößen von Elektroblechen. In: Archiv für das Eisenhüttenwesen. Band 27, Heft 3, 1956, Seiten 193–200.
- Meßgenauigkeit und Leistungsfähigkeit einer Ganztafel-Meß- und Sortieranlage für Elektrobleche. In: Elektrotechnische Zeitschrift, Ausgabe A. Band 78, 1957, Seiten 829–833.
- Ein experimenteller Beitrag zur Feldstärkemessung beim 50-cm-Epsteinrahmen I. In: Archiv für technisches Messen. № 3, Heft Z 76-2, Lieferung 266, 1958, Seiten 63–64.
- Ein experimenteller Beitrag zur Feldstärkemessung beim 50-cm-Epsteinrahmen II. In: Archiv für technisches Messen. № 5, Heft Z 76-3, Lieferung 268, 1958, Seiten 105–108.
- 25-cm-Epsteinrahmen mit Meßverstärker im Spannungspfad. In: Archiv für technisches Messen. № 7, Heft Z 76-4, Lieferung 270, 1958, Seiten 147–150.
- Messungen an Elektroblechen im Laboratorium und in der Fertigung. In: Elektrotechnische Zeitschrift, Ausgabe A. Band 80, 1959, Seiten 593–599.
- Aufrechterhaltung der sinusförmigen Induktion bei hohen Feldstärken in Prüfjochen für Elektrobleche, Teil I. In: Archiv für technisches Messen. № 11, Heft Z 76-5, Lieferung 322, 1962, Seiten 257–260.
- Aufrechterhaltung der sinusförmigen Induktion bei hohen Feldstärken in Prüfjochen für Elektrobleche, Teil II. In: Archiv für technisches Messen. № 12, Heft Z 76-6, Lieferung 323, 1962, Seiten 283–286.
- Aufrechterhaltung der sinusförmigen Induktion bei hohen Feldstärken in Prüfjochen für Elektrobleche, Teil III. In: Archiv für technisches Messen. № 1, Heft Z 76-7, Lieferung 324, 1963, Seiten 21–22.